# Āsīāb Dargāh
Āsīāb Dargāh (persiska: آسياب درگاه) är en ort i Iran.   Den ligger i provinsen Alborz, i den norra delen av landet, 50 km norr om huvudstaden Teheran. Āsīāb Dargāh ligger 2 218 meter över havet och antalet invånare är 108.
Terrängen runt Āsīāb Dargāh är varierad. Āsīāb Dargāh ligger nere i en dal. Runt Āsīāb Dargāh är det mycket tätbefolkat, med 1 056 invånare per kvadratkilometer. Närmaste större samhälle är Ḩasanak Dar, 4,0 km söder om Āsīāb Dargāh. Trakten runt Āsīāb Dargāh består i huvudsak av gräsmarker.